# 王象雲
王象雲（？年—？年），初名象需，山東新城縣（今桓台縣新城鎮）人。 明朝政治人物。

## 生平
天啓五年（1625年）登乙丑科進士，歷任大同縣、永清縣知縣。崇禎二年（1629年）冬，皇太極帶兵入關，永清被圍，象雲組織堅守，城池不失。因功徵授御史。崇禎四年春（1631年），上疏彈劾王永光推用巡撫之謬，又激烈彈劾周延儒、溫體仁。崇禎帝雖然不用其言，亦未治其罪。官至山西布政使司參議。

## 家族
父王之都。